# Yang Tae-young
Dans ce nom coréen, le nom de famille, Yang, précède le nom personnel.
Yang Tae-young (en coréen : 양태영) est un gymnaste sud-coréen, né le 8 juillet 1980 à Séoul. Il a gagné la médaille de bronze du concours général individuel aux Jeux olympiques de 2004 à Athènes.

## Palmarès

### Jeux olympiques
- Athènes 2004
  -  médaille de bronze au concours général individuel.

### Jeux asiatiques
- Doha 2006
  -  médaille de bronze au concours général par équipes.